# Stazione di Mores-Ittireddu
Stazione di Mores-Ittireddu vasútállomás Olaszországban, Szardínia régióban, Mores településen.

## Vasútvonalak
Az állomást az alábbi vasútvonalak érintik:
- Cagliari–Golfo Aranci Marittima-vasútvonal

## Kapcsolódó állomások
A vasútállomáshoz az alábbi állomások vannak a legközelebb: 
- Stazione di Ozieri-Chilivani
- Stazione di Torralba